# Kwartair
| Eon          | Eratheem Era | Systeem Periode | Serie Tijdvak | Tijd geleden (Ma) |
| ------------ | ------------ | --------------- | ------------- | ----------------- |
| Fanerozoïcum | Cenozoïcum   | Kwartair        | Holoceen      | 0,0117 - heden    |
| Fanerozoïcum | Cenozoïcum   | Kwartair        | Pleistoceen   | 2,58 - 0,0117     |
| Fanerozoïcum | Cenozoïcum   | Neogeen         | Plioceen      | 5,333 - 2,58      |
| Fanerozoïcum | Cenozoïcum   | Neogeen         | Mioceen       | 23,03 - 5,333     |
| Fanerozoïcum | Cenozoïcum   | Paleogeen       | Oligoceen     | 33,9 - 23,03      |
| Fanerozoïcum | Cenozoïcum   | Paleogeen       | Eoceen        | 56,0 - 33,9       |
| Fanerozoïcum | Cenozoïcum   | Paleogeen       | Paleoceen     | 66,0 - 56,0       |
| Fanerozoïcum | Mesozoïcum   | Krijt           | Laat          | ouder             |

Het geologisch tijdperk Kwartair (in België: Quartair) is in de geologische tijdschaal de jongste periode en in de stratigrafische kolom het bovenste systeem. Het Kwartair beslaat de tijdspanne van 2,58 miljoen jaar (Ma) geleden tot heden en is de jongste, bovenste of laatste onderverdeling van de eratheem Cenozoïcum. Het volgt op het Neogeen en is onderverdeeld in twee series: het Pleistoceen en het Holoceen.
Het Kwartair werd in 1760 als de 'Vierde onderverdeling' geïntroduceerd door de geoloog Giovanni Arduino. De term Kwartair (Quaternaire) werd voor het eerst in 1829 gebruikt door Jules Desnoyers en in 1833 gedefinieerd als La période dont les terrains sont caractérisés par les espèces animales et végétales semblables aux êtres actuellement vivants dans les mêmes lieux. (De periode waarvan de afzettingen gekenmerkt worden door dier- en plantensoorten die lijken op de tegenwoordig in vergelijkbare omgeving levende soorten).
Gedurende het Kwartair is er sprake van een groot aantal ijstijden of glacialen, koude periodes waarin met name op het noordelijk halfrond vaak grote landijskappen ontstonden. De glacialen werden afgewisseld met interglacialen (relatief warme perioden tussen twee ijstijden) waarin het landijs zich weer terugtrok. Deze cyclische klimaatsveranderingen werden veroorzaakt door de Milanković-cycli. Het Holoceen, dat alleen de laatste 11 700 jaar beslaat, vormt in feite het laatste en nog niet beëindigde interglaciaal waarin de Aarde zich nu bevindt. De ontwikkeling van opbouw en afbraak van ijskappen heeft zich niet of althans in veel mindere mate voorgedaan op Antarctica waarvan de ijskap sinds het Oligoceen met korte onderbrekingen vrijwel permanent aanwezig was. Tijdens het Kwartair was deze ijskap met zekerheid gedurende de laatste acht glaciaal/interglaciaal-cycli permanent aanwezig. Met dertien cycli waarvan dat kan worden aangetoond wordt rekening gehouden (dat is tot en met M.I.S. 26). Van de Groenlandse ijskap is bekend dat deze in ieder geval tijdens het vorige interglaciaal, het Eemien (dat enkele graden warmer was dan onze tijd), aanwezig is geweest.
Het Kwartair kenmerkt zich verder door het uitsterven van vele plant- en diersoorten, door versnelde evolutie van bepaalde groepen zoogdieren en door grote migratiebewegingen van vele organismen, alle als gevolg van de grote klimaatwisselingen. Het Kwartair was ook de periode waarin de moderne mens verscheen, evolueerde en zich over de Aarde verspreidde.

## Stratigrafie
| Indeling van het Kwartair | Indeling van het Kwartair | Indeling van het Kwartair | Indeling van het Kwartair | Indeling van het Kwartair | Indeling van het Kwartair | Indeling van het Kwartair  | Indeling van het Kwartair | Indeling van het Kwartair | Indeling van het Kwartair |
| Internationaal | Internationaal            | Internationaal            | Internationaal            | Internationaal            | Noordwest Europa          | Noordwest Europa           | Noordwest Europa          | Noordwest Europa          | Noordwest Europa          |
| Eratheem | Systeem                   | Serie                     | Sub-serie                 | Etage                     | Super-etage               | Etage                      |                           |                           |                           |
| Era | Periode                   | Tijdvak                   | Sub-tijdvak               | Tijd                      | Super-tijd                | Tijd                       | M.I.S.                    | Tijd geleden (Ma)         | P                         |
| --- | ------------------------- | ------------------------- | ------------------------- | ------------------------- | ------------------------- | -------------------------- | ------------------------- | ------------------------- | ------------------------- |
| Cenozoïcum | Kwartair                  | Holoceen                  | Holoceen                  | Holoceen                  | Holoceen                  | Holoceen                   | 1                         | 0 - 0,0115                |                           |
| Cenozoïcum | Kwartair                  | Pleistoceen               | Laat                      | Tarantien                 | (onbenoemd)               | Weichselien                | 2-5d                      | 0,0115 - 0,38             |                           |
| Cenozoïcum | Kwartair                  | Pleistoceen               | Laat                      | Tarantien                 | (onbenoemd)               | Eemien                     | 5e                        | 0,116 - 0,128             |                           |
| Cenozoïcum | Kwartair                  | Pleistoceen               | Midden                    | Ionien                    | (onbenoemd)               | Saalien                    | 6                         | 0,128 - 0,238             |                           |
| Cenozoïcum | Kwartair                  | Pleistoceen               | Midden                    | Ionien                    | (onbenoemd)               | Oostermeer Interglaciaal   | 7                         | 0,238 - 0,243             |                           |
| Cenozoïcum | Kwartair                  | Pleistoceen               | Midden                    | Ionien                    | (onbenoemd)               | KOUD, onbenoemd            | 8                         | 0,243 - 0,324             |                           |
| Cenozoïcum | Kwartair                  | Pleistoceen               | Midden                    | Ionien                    | (onbenoemd)               | Belvédère Interglaciaal 1  | 9                         | 0,324 - 0,338             |                           |
| Cenozoïcum | Kwartair                  | Pleistoceen               | Midden                    | Ionien                    | (onbenoemd)               | KOUD, onbenoemd            | 10                        | 0,338 - 0,386             |                           |
| Cenozoïcum | Kwartair                  | Pleistoceen               | Midden                    | Ionien                    | (onbenoemd)               | Holsteinien1               | 11                        | 0,386 - 0,418             |                           |
| Cenozoïcum | Kwartair                  | Pleistoceen               | Midden                    | Ionien                    | (onbenoemd)               | Elsterien                  | 12                        | 0,418 - 0,465             |                           |
| Cenozoïcum | Kwartair                  | Pleistoceen               | Midden                    | Ionien                    | Cromerien                 | Noordbergum Interglaciaal1 | 13                        |                           |                           |
| Cenozoïcum | Kwartair                  | Pleistoceen               | Midden                    | Ionien                    | Cromerien                 | 'Glaciaal C'               | 14                        |                           |                           |
| Cenozoïcum | Kwartair                  | Pleistoceen               | Midden                    | Ionien                    | Cromerien                 | Rosmalen Interglaciaal     | 15                        |                           |                           |
| Cenozoïcum | Kwartair                  | Pleistoceen               | Midden                    | Ionien                    | Cromerien                 | KOUD, onbenoemd            | 16                        |                           |                           |
| Cenozoïcum | Kwartair                  | Pleistoceen               | Midden                    | Ionien                    | Cromerien                 | Cromerian 'type'           | 17 ?                      |                           |                           |
| Cenozoïcum | Kwartair                  | Pleistoceen               | Midden                    | Ionien                    | Cromerien                 | 'Glaciaal B'               | 18                        |                           |                           |
| Cenozoïcum | Kwartair                  | Pleistoceen               | Midden                    | Ionien                    | Cromerien                 | Westerhoven Interglaciaal  | 19                        |                           |                           |
| Cenozoïcum | Kwartair                  | Pleistoceen               | Vroeg                     | Calabrien                 | Cromerien                 | Westerhoven Interglaciaal  | 19                        |                           |                           |
| Cenozoïcum | Kwartair                  | Pleistoceen               | Vroeg                     | Calabrien                 | Cromerien                 | 'Glaciaal A'               | 20 ?                      |                           |                           |
| Cenozoïcum | Kwartair                  | Pleistoceen               | Vroeg                     | Calabrien                 | Cromerien                 | Waardenburg Interglaciaal  | 21 ?                      |                           |                           |
| Cenozoïcum | Kwartair                  | Pleistoceen               | Vroeg                     | Calabrien                 | Bavelien                  | Dorst Glaciaal             | 22 ?                      | 0,85 - 1,07               |                           |
| Cenozoïcum | Kwartair                  | Pleistoceen               | Vroeg                     | Calabrien                 | Bavelien                  | Leerdam Interglaciaal      |                           |                           |                           |
| Cenozoïcum | Kwartair                  | Pleistoceen               | Vroeg                     | Calabrien                 | Bavelien                  | Linge Glaciaal             |                           |                           |                           |
| Cenozoïcum | Kwartair                  | Pleistoceen               | Vroeg                     | Calabrien                 | Bavelien                  | Bavel interglaciaal        | 31                        | 0,96 - 1,03               |                           |
| Cenozoïcum | Kwartair                  | Pleistoceen               | Vroeg                     | Calabrien                 | Bavelien                  | Bavel interglaciaal        | 31                        | 0,96 - 1,03               |                           |
| Cenozoïcum | Kwartair                  | Pleistoceen               | Vroeg                     | Calabrien                 | Menapien                  | diverse etages             |                           |                           |                           |
| Cenozoïcum | Kwartair                  | Pleistoceen               | Vroeg                     | Calabrien                 | Waalien                   | Waalien-C                  |                           |                           |                           |
| Cenozoïcum | Kwartair                  | Pleistoceen               | Vroeg                     | Calabrien                 | Waalien                   | Waalien-B                  |                           |                           |                           |
| Cenozoïcum | Kwartair                  | Pleistoceen               | Vroeg                     | Calabrien                 | Waalien                   | Waalien-A                  |                           |                           |                           |
| Cenozoïcum | Kwartair                  | Pleistoceen               | Vroeg                     | Calabrien                 | Eburonien                 | diverse etages             |                           |                           |                           |
| Cenozoïcum | Kwartair                  | Pleistoceen               | Vroeg                     | Gelasien                  | Tiglien                   | Tiglien-C5/6               | 63                        | 1,80 -                    |                           |
| Cenozoïcum | Kwartair                  | Pleistoceen               | Vroeg                     | Gelasien                  | Tiglien                   | Tiglien-C4                 | 68?                       |                           |                           |
| Cenozoïcum | Kwartair                  | Pleistoceen               | Vroeg                     | Gelasien                  | Tiglien                   | Tiglien-1/3                |                           |                           |                           |
| Cenozoïcum | Kwartair                  | Pleistoceen               | Vroeg                     | Gelasien                  | Tiglien                   | Tiglien-B                  |                           |                           |                           |
| Cenozoïcum | Kwartair                  | Pleistoceen               | Vroeg                     | Gelasien                  | Tiglien                   | Tiglien-A                  |                           |                           |                           |
| Cenozoïcum | Kwartair                  | Pleistoceen               | Vroeg                     | Gelasien                  | Pretiglien                | KOUD, onbenoemd            | 96                        | 2,40 -                    |                           |
| Cenozoïcum | Kwartair                  | Pleistoceen               | Vroeg                     | Gelasien                  | Pretiglien                | WARM, onbenoemd            | 97                        |                           |                           |
| Cenozoïcum | Kwartair                  | Pleistoceen               | Vroeg                     | Gelasien                  | Pretiglien                | KOUD, onbenoemd            | 98                        |                           |                           |
| Cenozoïcum | Kwartair                  | Pleistoceen               | Vroeg                     | Gelasien                  | Pretiglien                | WARM, onbenoemd            | 99                        |                           |                           |
| Cenozoïcum | Kwartair                  | Pleistoceen               | Vroeg                     | Gelasien                  | Pretiglien                | KOUD, onbenoemd            | 100                       | - 2,588                   |                           |
| Cenozoïcum | Neogeen                   | Plioceen                  | Laat                      | Piacenzien                | Reuverien                 | Reuverien-C                |                           | 2,588 -                   |                           |
| Indeling van het Kwartair (NW Europa) P = paleomagnetisme; zwart: huidig 'normaal' aardmagnetisch veld, wit: omgekeerd aardmagnetisch veld. 1 Over de positie van deze etages bestaat geen overeenstemming: Belvédère zou hetzelfde zijn als Holsteinien en overeenkomen met MIS 9, Noordbergum zou overeenkomen met MIS 11. Het Elsterien komt in deze zienswijze overeen met MIS 10. |                           |                           |                           |                           |                           |                            |                           |                           |                           |

Door de aard van het Kwartair (snelle opeenvolging van veel verschillend-soortige veranderingen) is dit systeem veel fijner onder te verdelen dan de oudere systemen. In tegenstelling tot veel oudere eenheden kent het Kwartair ook sub-series, super-etages en sub-etages. Het is in de Kwartaire geologie gebruikelijk om in chronostratigrafische en niet in geochronologische terminologie over de stratigrafische indeling te spreken.
De termen glaciaal en interglaciaal hebben een status als etage. In de praktijk wordt echter zelden over 'etages' gesproken maar wel over 'glacialen' en 'interglacialen'. Hierbij worden beide laatste termen dus chronostratigrafisch gebruikt.

### Status van het Kwartair
De status van het Kwartair als stratigrafische eenheid is lange tijd aan veel controverses onderhevig geweest. Veel verwarring ontstond door publicatie van een nieuwe geologische tijdschaal in 2004. Dit werd door velen als de officiële indeling gezien terwijl het in feite slechts een voorstel was. In 2009 is aan deze toestand een eind gekomen door een formele herdefinitie die was voorgesteld door de International Commission on Stratigraphy (ICS). Het voorstel werd bekrachtigd door de International Union of Geological Sciences (IUGS) waarmee de status officieel werd vastgelegd. Tegelijkertijd met de herdefinitie van het Kwartair werd het Pleistoceen geherdefinieerd. Dit had tot gevolg dat het Gelasien van het Plioceen verhuisde naar het Vroeg Pleistoceen. Het GSSP van het Gelasien werd daarmee tevens het GSSP van het Kwartair. Het GSSP in Vrica (Italië), dat voor deze herdefinities het GSSP van het Pleistoceen vormde, blijft het GSSP van het Calabrien.

### Basis van het Kwartair

De Kwartair-Neogeengrens in de MIS-zonering

De basis van het Kwartair is gedefinieerd in het GSSP van het Gelasien in een ontsloten sectie op de helling van de Monte San Nicola (Sicilië). Dit GSSP definieert dus de basis van zowel het Kwartair, als het Pleistoceen, het Vroeg Pleistoceen en het Gelasien.
De gouden spijker ligt aan de basis van een zandige kleilaag die volgt op sapropeel 'MPRS 250', op 62 meter in de Monte San Nicola sectie. Sapropeel MPRS 250 komt overeen met precessiecyclus 250, waarvan een ouderdom van 2.588 bekend is. Deze cyclus correspondeert met M.I.S. 103. M.I.S 103 is ongeveer 60 ka ouder dan de opvallende afkoeling van M.I.S. 100. Aan deze laatste etage worden veelal belangrijke en grootschalige gebeurtenissen toegekend zoals bijvoorbeeld het begin van de löss sedimentatie in China. In het Noordzeebekken, waar M.I.S. 100 de eerste koude fase in het Pretiglien omvat, sterven in deze etage zeer veel mariene mollusken uit.
Een heel belangrijk gegeven is verder dat in het GSSP de Gauss/Matuyamagrens ongeveer 1 meter onder de gouden spijker is aangetroffen. Dit komt ongeveer overeen met een verschil van twintigduizend jaar.